# Gudelacksee
Le Gudelacksee est un lac en Brandebourg, dans l'arrondissement de Prignitz-de-l'Est-Ruppin. Le lac est alimenté par le Vielitzkanal et le Lindower Stadtfließ. Il se verse par le Lindower Rhin dans le Rhin. Au milieu du lac, il y a Werder, une île plate, dans laquelle il y a quatre petits étangs. Des bateaux de passagers sur le lac conduisent également à l'île de Werder.

## Source, notes et références
- (de) Cet article est partiellement ou en totalité issu de l’article de Wikipédia en allemand intitulé « Gudelacksee » (voir la liste des auteurs).